# اشلی ویلکز
جورج اشلی ویلکز (به انگلیسی: Ashley Wilkes) یک شخصیتی خیالی در رمان بربادرفته (۱۹۳۶) به نویسندگی مارگارت میچل و فیلم بربادرفته (۱۹۳۹) است. این شخصیت همچنین در کتاب‌های اسکارلت به نویسندگی الکساندرا ریپلی در سال ۱۹۹۱ ظاهر می‌شود و در مردم رت باتلر به نویسندگی دونالد مک کایگ که در واقع دنبالهٔ فیلم برباد رفته است.